# Żółków (województwo podkarpackie)
Żółków – wieś w Polsce położona w województwie podkarpackim, w powiecie jasielskim, w gminie Jasło. Leży nad rzeką Wisłoką.
| SIMC    | Nazwa    | Rodzaj    |
| ------- | -------- | --------- |
| 0353342 | Podlesie | część wsi |
| 0353359 | Podłazie | część wsi |

Nad Wisłoką znajduje się stacja pomiarów stanu wody.
Żółków graniczy od południa z Majscową i Dębowcem, od wschodu z Łaskami i Sobniowem, od zachodu z Niegłowicami, a od północy bezpośrednio z Jasłem.
W latach 1975–1998 miejscowość należała administracyjnie do województwa krośnieńskiego.
Przez Żółków przebiega Droga Wojewódzka nr 992.

## Historia
Historia Żółkowa sięga XV wieku. W owych czasach stanowiła własność rodziny Żółkowskich, a później Ocieskich, m.in. starosty olsztyńskiego Joachima Ocieskiego. W wieku XIX należała najpierw do Teofila Wojciecha Załuskiego a następnie była w rękach jego syna Jana Konrada Załuskiego. Na początku XX wieku była w rękach Jana Rybaka. We wsi stał dwór, który posiadał 296 ha ziemi.
W czasie I wojny światowej wieś w części została zniszczona. Odbudowano ją w okresie międzywojennym. Podczas II wojny światowej działała w Żółkowie drużyna placówki ZWZ/AK. Po rozbiciu jasielskiego więzienia, z 5 na 6 sierpnia 1943 roku, grupa prowadząca uwolnionych więźniów tu zatrzymała się na pierwszy odpoczynek. Tu również nastąpił podział więźniów na dwie grupy, z których jedna udała się w stronę Bóbrki i Iwonicza Zdroju a druga przez Dębowiec do Gorlic. W okresie działań wojennych jesienią 1944 roku wieś ewakuowano.
Dzisiejsze oblicze wsi to nowe domy i piękne, zadbane ogrody. W Żółkowie reaktywowano działalność Koła Gospodyń Wiejskich.
1 stycznia 1970 część terenów wsi Żółków o powierzchni 37,1727 ha włączono do Jasła. Kolejne tereny wsi Żółków dołączono do Jasła 1 stycznia 1973.
W Żółkowie działa cegielnia, która po roku 1989 została sprywatyzowana.